# Yanjia (köping i Kina, Sichuan)
Yanjia (kinesiska: 鄢家镇, 鄢家) är en köping i Kina. Den ligger i provinsen Sichuan, i den sydvästra delen av landet, omkring 84 kilometer nordost om provinshuvudstaden Chengdu. Antalet invånare är 25 284. Befolkningen består av 12 394 kvinnor och 12 890 män. Barn under 15 år utgör 12,0 %, vuxna 15-64 år 73 %, och äldre över 65 år 14,0 %.
Genomsnittlig årsnederbörd är 1 156 millimeter. Den regnigaste månaden är juli, med i genomsnitt 309 mm nederbörd, och den torraste är december, med 8 mm nederbörd.